# Rajon Melitopol
Der Rajon Melitopol (ukrainisch Мелітопольський район/Melitopolskyj rajon; russisch Мелитопольский район/Melitopolski rajon) ist ein ukrainischer Rajon mit etwa 280.000 Einwohnern. Er liegt in der Oblast Saporischschja und hat eine Fläche von 7081 km², der Verwaltungssitz befindet sich in der namensgebenden Stadt Melitopol.

## Geographie
Der Rajon liegt im Südwesten der Oblast Saporischschja und grenzt im Norden an den Rajon Wassyliwka, im Nordosten an den Rajon Polohy, im Südosten an den Rajon Berdjansk, im Süden an das Asowsche Meer, im Westen an den Rajon Henitschesk (in der Oblast Cherson gelegen) sowie im Nordwesten an den Rajon Kachowka (Oblast Cherson).

## Geschichte
Der Rajon wurde im Januar 1930 gegründet. Am 17. Juli 2020 kam es im Zuge einer großen Rajonsreform zur Auflösung des alten Rajons und einer Neugründung unter Vergrößerung des Rajonsgebietes um die Rajone Jakymiwka, Wessele und Pryasowske, dem südlichen Teil des Rajons Mychajliwka sowie der bis dahin unter Oblastverwaltung stehenden Stadt Melitopol.

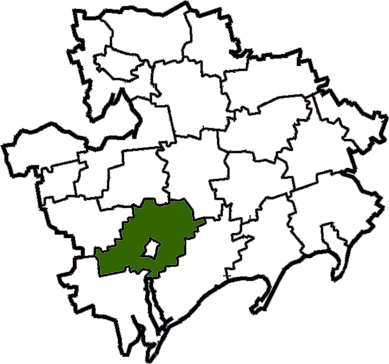
Rajon Melitopol bis Juli 2020
Rajonsgebiet ab Juli 2020

## Administrative Gliederung
Auf kommunaler Ebene ist der Rajon in 16 Hromadas (1 Stadtgemeinde, 6 Siedlungsgemeinden und 9 Landgemeinden) unterteilt, denen jeweils einzelne Ortschaften untergeordnet sind.
Zum Verwaltungsgebiet gehören:
- 1 Stadt
- 6 Siedlungen städtischen Typs
- 185 Dörfer
- 16 Ansiedlungen

Die Hromadas sind im Einzelnen:
- Stadtgemeinde Melitopol
- Siedlungsgemeinde Jakymiwka
- Siedlungsgemeinde Kyryliwka
- Siedlungsgemeinde Myrne
- Siedlungsgemeinde Nowowassyliwka
- Siedlungsgemeinde Pryasowske
- Siedlungsgemeinde Wessele
- Landgemeinde Kostjantyniwka
- Landgemeinde Nowe
- Landgemeinde Nowobohdaniwka
- Landgemeinde Nowouspeniwka
- Landgemeinde Oleksandriwka
- Landgemeinde Plodorodne
- Landgemeinde Semeniwka
- Landgemeinde Terpinnja
- Landgemeinde Tschkalowe (Melitopol)
- Landgemeinde Tschkalowe (Pryasowske)